# كالان أليوت
كالان أليوت (بالإنجليزية: Callan Elliot) هو لاعب كرة قدم نيوزيلندي في مركز الوسط، ولد في 7 يوليو 1999 في اسكتلندا في المملكة المتحدة. لعب مع نادي ويلينغتون فينيكس.

## وصلات خارجية
- كالان أليوت على موقع إي إس بي إن إف سي (الإنجليزية)
- كالان أليوت على موقع قاعدة بيانات كرة القدم.إي يو (الإنجليزية)
- كالان أليوت على موقع Soccerbase.com (لاعب) (الإنجليزية)
- كالان أليوت على موقع Soccerway.com (الإنجليزية)
- كالان أليوت على موقع عالم كرة القدم.نت (الإنجليزية)
- كالان أليوت على موقع أوليمبيديا (الإنجليزية)
- كالان أليوت على موقع اللجنة الأولمبية النيوزيلندية (الإنجليزية)